# Ivonne Lex
Ivonne Lex, geboren als Yvonne Douliez (Deurne, 24 december 1927 – Brasschaat, 19 januari 1996), was een Vlaams film- en toneelactrice en regisseuse.

## Biografie
Lex was de dochter van Hélène Van Herck, ook een Vlaamse actrice, en Paul Douliez, een Vlaams componist, pianist, dirigent en auteur. Hij collaboreerde openlijk in de Tweede Wereldoorlog en werd veroordeeld tot de doodstraf, waarna zij besloot haar naam te veranderen in Ivonne Lex. 
Na haar opleiding aan het Hoger Instituut voor Toneel en Regie in Antwerpen werd ze actief in de Antwerpse muziekscene van de jaren 50. In 1958 startte ze haar carrière als dramaturg aan de Koninklijke Vlaamse Schouwburg (KVS) in Brussel. In 1969 richtte ze haar eigen Theatergezelschap Ivonne Lex op, kortweg TIL. In 1986 werd ze directeur van de Antwerpse KNS (Koninklijke Nederlandse Schouwburg), een positie die ze niet met succes bekleedde.
Enkele toneelstukken waarin Lex gespeeld heeft zijn: George Bernard Shaws Jeanne d'Arc, Georges Bernanos' De laatste op het schavot en Bertolt Brechts Moeder courage. Lex heeft ook vertaald, liedjes geschreven en als televisie-omroepster gewerkt.
Lex richtte tevens twee theaters op waar ze haar eigen stukken ook kon opvoeren. Theater Het Klokhuis, in de Parochiaanstraat te Antwerpen, en Theater Het Appeltje, in de Lange Nieuwstraat te Antwerpen. Beide zijn in eigendom over gegaan naar haar dochter, Catrien Hermans.

## In populaire cultuur
Een woordspeling met 'Ivonne Lex' treedt enkele malen op in de Nero-strips op momenten dat er een rechtszaak gaande is. De rechter spreekt dan de Latijnse spreuk uit Sed lex, dura lex (altijd in deze grammaticaal foutieve vorm, want de eigenlijke uitspraak luidt Lex dura, sed lex (De wet is hard, maar zo is de wet)), waarna iemand er Ivonne Lex aan toevoegt. Dit grapje vinden we onder meer terug in de albums De Geschiedenis van Sleenovia (1965) en De Straal van Oemtata (1975)).

## Geraadpleegde literatuur
- Ruud van Capelleveen, 'Ivonne Lex (1927-1996) Biografie. Belgische actrice, regisseuse en theaterleidster' op Website Cultuurarchief.nl (geraadpleegd 31 januari 2013).

- International Standard Name Identifier: 0000 0003 8862 9147
- MusicBrainz: 2c95d78b-4ce0-45a8-b13e-d7f0a3da2d53
- Nederlandse Thesaurus van Auteursnamen: 07450097X
- Virtual International Authority File: 281875250